# Oleria magnifica
Oleria magnifica is een vlinder uit de familie Nymphalidae. De wetenschappelijke naam van de soort is voor het eerst geldig gepubliceerd in 1928 door Günter Theodor Tessmann.